# Andriamanelo
Andriamanelo (fl. 1540-1575) est un souverain du pays merina (centre de Madagascar) ayant régné vers le milieu du XVIe siècle. 

## Biographie
Andriamanelo est le fils aîné de Rangitamanjakatrimovavy, reine de Merimanjaka. Lui-même établit cependant sa capitale à Alasora, localité se trouvant de nos jours dans la banlieue sud-est d'Antananarivo. Les traditions merina ont fait d'Andriamanelo un prince civilisateur auquel est attribuée "l'invention" de plusieurs faits culturels comme notamment l'utilisation des armes en fer ou la fabrication des pirogues. Bien entendu, ce sont là de simples attributions "symboliques" puisque tout ceci était connu des ancêtres du groupe depuis des millénaires, avant même leur implantation à Madagascar. Il est en revanche certain que c'est Andriamanelo qui est véritablement à l'origine du processus de conquête qui, avec son fils et successeur Ralambo conduira à la formation du royaume merina proprement dit.